# Amani Makoro
Amani Makoro (oder Amanai Makolo, auch Amanimakaro oder Amanimakolo) ist ein Verwaltungsbezirk (Ward) des Distrikts Mbinga in der tansanischen Region Ruvuma.

## Geografie
Amani Makoro liegt im Südwesten von Tansania etwa 50 Kilometer Luftlinie westlich der Regionshauptstadt Songea. Der Bezirk grenzt im Norden an Litumbandyosi, im Osten an Liganga, im Südosten an Magagula, im Südwesten an Mkako, im Westen an Kigonsera und im Nordwesten an Ruanda. Bei der Volkszählung 2022 lebten 8665 Menschen in 2466 Haushalten auf einer Fläche von 157 Quadratkilometern.

## Gliederung
Der Bezirk besteht aus drei Gemeinden (Mtaa) mit 14 Orten (Kitongoji):
| Amani Makolo - Ikulu - Ostabey - Mbugani - Mji Mwema A - Mji Mwema B - Masangu - Makolo | Mkeke - Mkeso - Voda - Mkeke - Blantaya | Kiwombi - Kiwombi - Muna - Manzese |

## Infrastruktur
- Bildung: Im Bezirk liegt eine weiterführende Schule.[8] Die Litetema Secondary School ist eine staatliche Tagesschule, die Jugendliche bis zur 4. Stufe ausbildet.[9]
- Gesundheit: Medizinisch betreut wird die Bevölkerung von einer staatlichen Apotheke.[10]